# Obraz Matki Bożej Raciborskiej
Obraz Matki Bożej Raciborskiej – najcenniejszy skarb sanktuarium raciborskiego, znajdujący się w ołtarzu głównym. Obraz ma 77 cm szerokości i 120 cm wysokości, namalowany jest na drewnie, a pochodzi z przełomu XVI i XVII wieku. W kompozycji i stylu obraz Matki Bożej Raciborskiej podobny jest do obrazu Matki Bożej Częstochowskiej. 

## Historia obrazu
27 sierpnia 1932 roku w 500 rocznicę istnienia kościoła dokonano uroczystej koronacji cudownego obrazu. W obecności 50 tysięcy zebranych pielgrzymów, koronacji dokonał kardynał Adolf Bertram z Wrocławia. Obie korony były złote, wysadzane 70 drogimi kamieniami i wykonane zostały przez złotnika Witte z Akwizgranu. W 1945 roku podczas działań wojennych, korony zostały skradzione.
W dniu 30 maja 1955 roku obraz otrzymał nowe korony, daleko prostsze, pozłacane, z imitacją kamieni. Wykonał je artysta Ryszard Szczypiński z Krakowa. Koronacji dokonał ks. A. Spyrka.
Z 19 na 20 grudnia 1985 roku skradziono korony z cudownego obrazu. Na prośbę parafii oraz ks. biskupa Alfonsa Nossola sam Ojciec Święty Jan Paweł II 12 czerwca 1999 roku w Gliwicach, w czasie II Krajowego Kongresu Eucharystycznego poświęcił nowe korony. Były wykonane ze złota, inkrustowane drogocennymi kamieniami pochodzącymi aż z Indii. Uroczysta już trzecia koronacja odbyła się 16 sierpnia 1987 roku, a dokonał jej ks. biskup Alfons Nossol przy udziale licznego duchowieństwa i w obecności dużej rzeszy pielgrzymów.

## Galeria

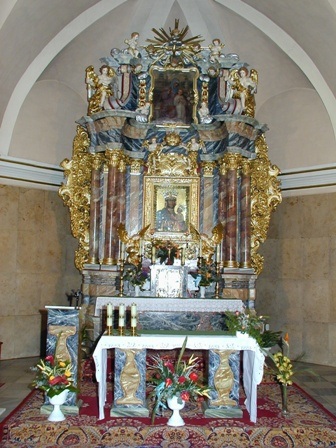
Ołtarz główny, w którym znajduje się cudowny obraz
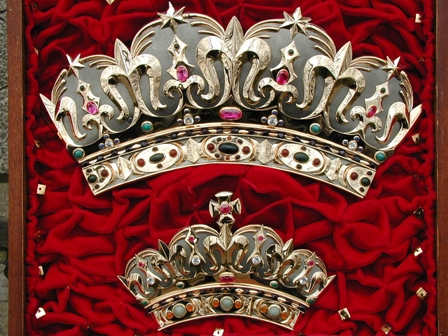
Korony Matki Bożej Raciborskiej
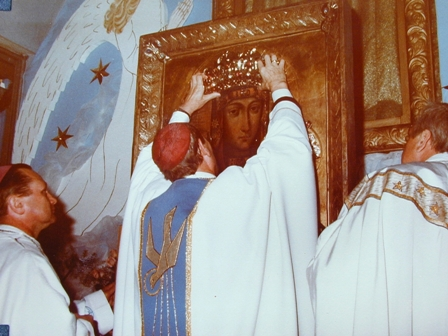
Rekoronacja obrazu przez biskupa A. Nossola